# 銖
铢，中国古代质量单位，两的二十四分之一。

## 历史
至少在战国时期，多个诸侯国已经在使用“铢”作为质量单位。
《汉书·志·律历志上》记载“权者，铢、两、斤、钧、石也，所以称物平施，知轻重也。本起于黄钟之重，一龠容千二百黍，重十二铢，两之为两。二十四铢为两。十六两为斤。三十斤为钧。”称“铢”的重量定义来源于黄钟的重量，一龠可以容纳一千二百粒黍，其重量为十二铢，也就是每铢为一百粒黍的重量。
汉代至隋代均有开铸五铢钱，此外还有四铢、六铢等。